# Residencial Fazendinha
Residencial Fazendinha é um bairro do município brasileiro de Coronel Fabriciano, no interior do estado de Minas Gerais. Localiza-se no distrito Senador Melo Viana, estando situado no Setor 6. Segundo o censo demográfico de 2022, realizado pelo Instituto Brasileiro de Geografia e Estatística (IBGE), sua população era de 420 habitantes e havia 143 domicílios particulares permanentes ocupados.
De acordo com o IBGE, em 2010 a população era de 320 habitantes e havia 104 domicílios particulares.
A área do atual bairro abrangia originalmente as terras de uma fazenda de 26 hectares, criada em 1952. O nome "Residencial Fazendinha" é uma homenagem a essa propriedade, que era administrada por um casal. Posteriormente, as terras foram vendidas para o empresário do ramo de combustíveis Gilberto Thomaz Martins e loteadas pela M.D.C. Engenharia em 1980.

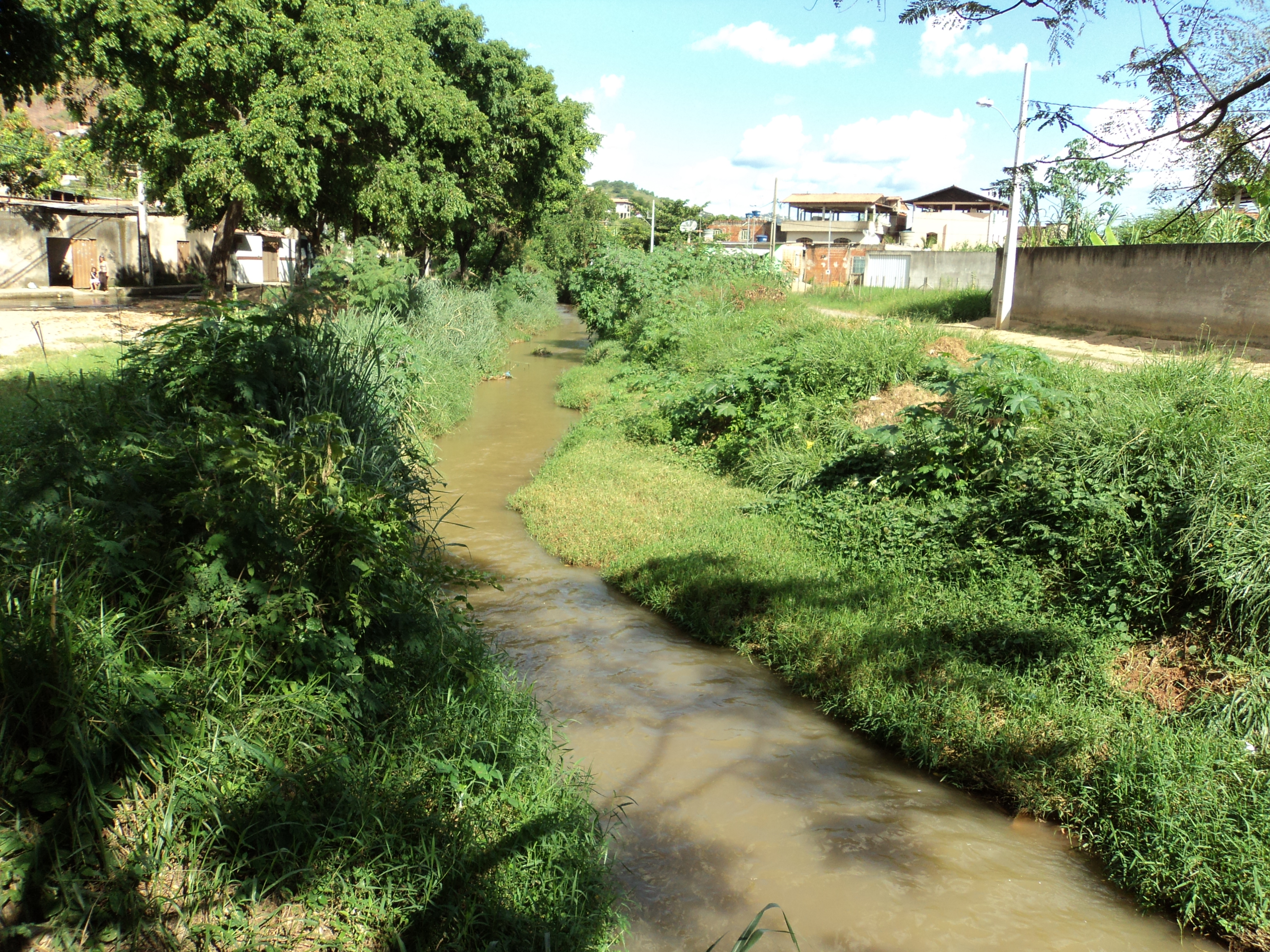
Ribeirão Caladão entre os bairros Floresta e Residencial Fazendinha
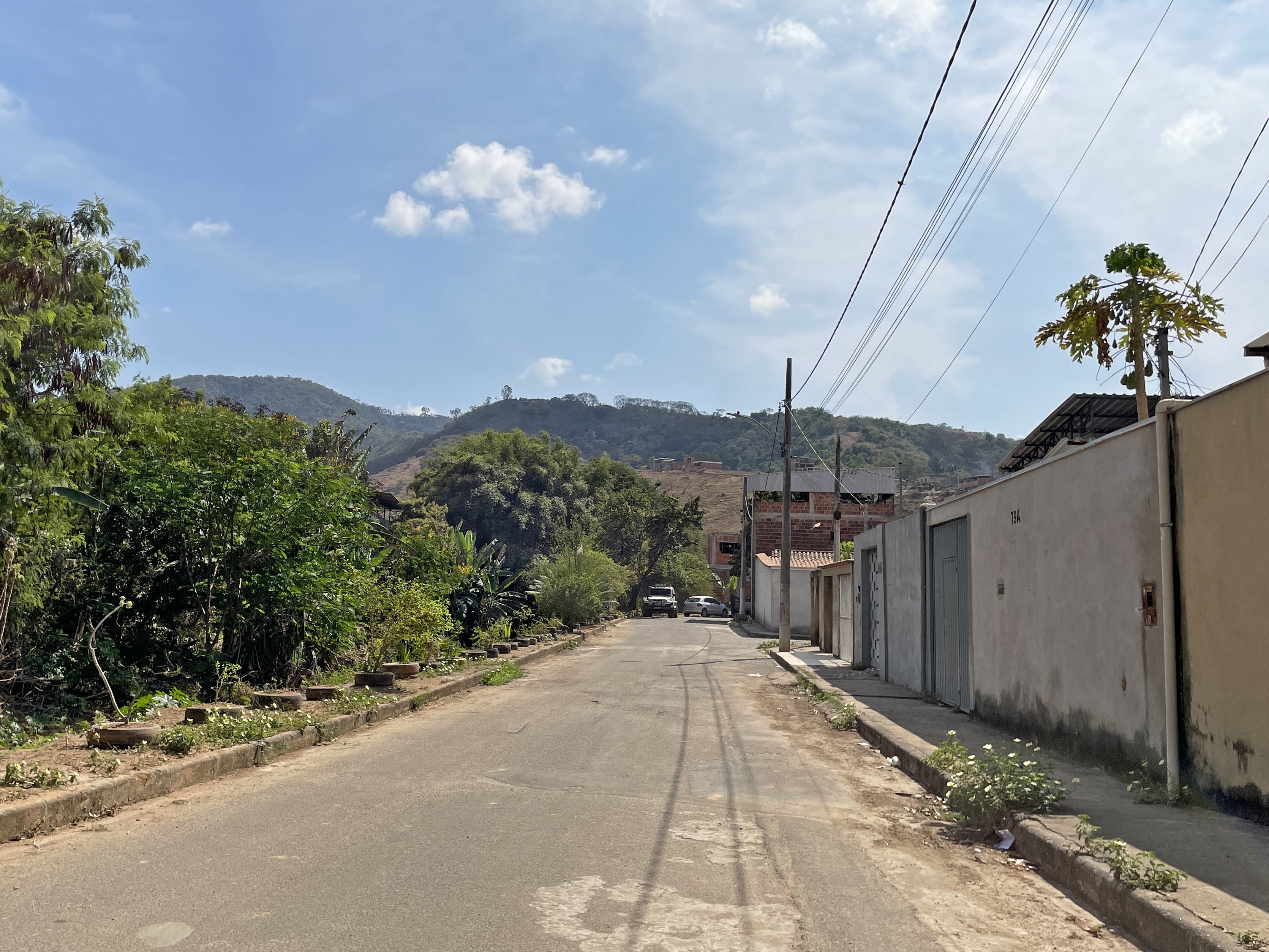
Avenida Sanitária na margem do ribeirão Caladão
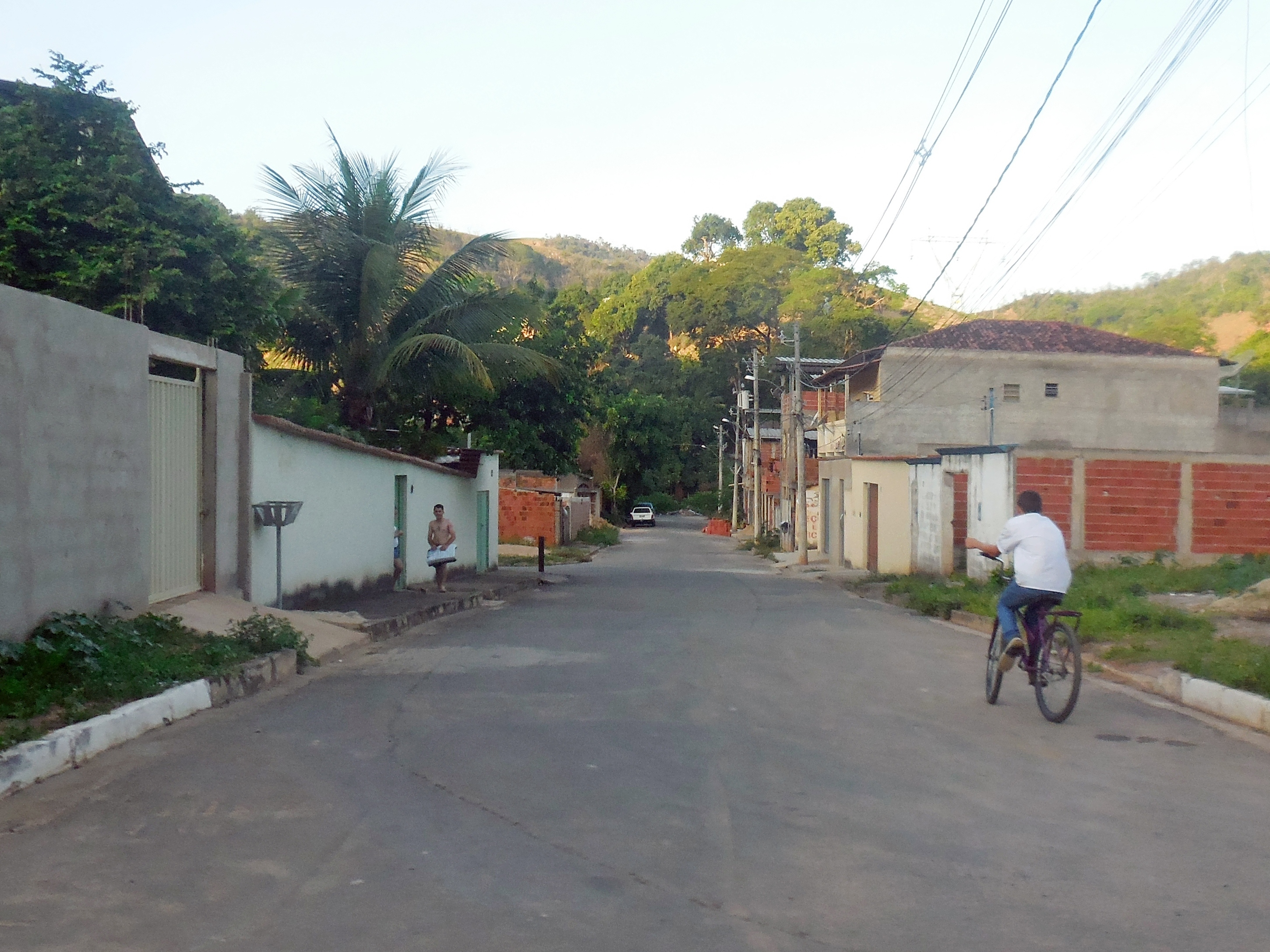
Rua Cinco no interior do bairro